# Apotolamprus antsingyensis
Apotolamprus antsingyensis là một loài bọ cánh cứng trong họ Bọ hung (Scarabaeidae).